# Cilegong
Cilegong is een bestuurslaag in het regentschap Purwakarta van de provincie West-Java, Indonesië. Cilegong telt 4859 inwoners (volkstelling 2010).